# خانواده سلطنتی (نمایشنامه)
خانواده سلطنتی (انگلیسی: The Royal Family) یک نمایشنامه به نویسندگی جرج اس. کافمن و ادنا فربر است. نخستین نمایش آن در برادوی در سیلوین تئاتر در تاریخ ۲۸ دسامبر ۱۹۲۷ بود، جاییکه برای ۳۴۵ بار اجرا شد و در اکتبر ۱۹۲۸ به پایان رسید. این نمایشنامه در بهترین نمایش‌های ۱۹۲۷–۱۹۲۸ از برنز منتل گنجانده شد. این نمایشنامه در فیلم خانواده سلطنتی برادوی (۱۹۳۰) اقتباس شد.

## برای مطالعهٔ بیشتر
- Kaufman, George S.; Ferber, Edna (1928). The Royal Family; A Comedy in Three Acts (First ed.). Garden City, New York: Doubleday, Doran & Company, Inc. OCLC 1490010.